# Bjurtjärnen (Jörns socken, Västerbotten)
Bjurtjärnen är en sjö i Skellefteå kommun i Västerbotten och ingår i Skellefteälvens huvudavrinningsområde.